# Agenzia Rockford
Agenzia Rockford (The Rockford Files) è una serie televisiva statunitense, andata in onda sul canale NBC tra il 1974 e il 1980. La serie, creata da Roy Huggins e Stephen J. Cannell, è composta da un episodio pilota di novanta minuti e centoventitré episodi di 50 minuti. Alla serie degli anni settanta si aggiungono otto episodi prodotti tra il 1994 e il 1999.
Soggetti e sceneggiature degli episodi si avvalgono di nomi importanti della televisione statunitense: oltre al creatore della serie Stephen J. Cannell, hanno firmato molti episodi anche Juanita Bartlett e David Chase.

## Storia e protagonisti
Protagonista della serie è Jim Rockford, un veterano californiano della Guerra di Corea  che, dopo aver trascorso cinque anni in prigione a San Quintino per omicidio colposo seppur innocente, viene graziato e lavora come investigatore privato, assumendo i casi più difficili all'onorario di "200 dollari al giorno più le spese".
Privo di un vero ufficio (vive e lavora in una roulotte sulla spiaggia di Malibù che a malapena può muoversi), squattrinato, malvisto dalla polizia, viene contattato dai clienti per mezzo di una segreteria telefonica.
A causa dei suoi trascorsi problemi con la giustizia non può avere il porto d'armi, per cui l'unica pistola che possiede è una senza licenza riposta nella scatola dei biscotti in cucina e di norma non esce dalla roulotte. Per evitare alterchi con la polizia di Los Angeles, Jim non può prendere in carico i casi aperti di polizia, specializzandosi invece su casi a pista fredda, casi di persone scomparse e frodi assicurative minori.
In alcuni casi Jim è aiutato dal padre Rocky, che però non perde occasione per consigliare al figlio di trovarsi un impiego più sicuro e stabile. Nel dipartimento di polizia può invece contare sull'agente Dennis Becker, che nonostante lo stress e l'eccessivo lavoro riesce sempre ad esaudire le molte richieste di Rockford.
Caratteristica di Rockford è la capacità di improvvisare in qualsiasi circostanza. Con l'aiuto di una piccola macchina per la stampa di biglietti da visita, riesce a fingersi di volta in volta uomo d'affari, assicuratore, medico o giornalista per ottenere le informazioni che gli servono.
Sebbene tutti gli incarichi siano portati a termine con successo, è molto raro che Jim riesca ad incassare il suo onorario alla fine della puntata.
Caratteristica saliente della serie sono i frequenti inseguimenti fra automobili, durante i quali Rockford si esibisce in manovre spericolate a bordo della sua Pontiac Firebird Esprit. La targa 853 OKG fu scelta dall'agente di Garner per ricordare le origini dell'attore (“Oklahoma Garner”) e la data in cui iniziò la sua carriera cinematografica (agosto 1953).
La serie si è conclusa nel 1980, quando i medici sconsigliarono a Garner di continuare a girare gli episodi per via di un'ulcera e di problemi alla schiena e alle ginocchia.
Si ritiene che Agenzia Rockford abbia influenzato lo stile di molti altri telefilm, tra cui Magnum, P.I. (creato dai medesimi produttori di Rockford). Da notare che un giovane Tom Selleck appare in due episodi della serie nel ruolo di un investigatore concorrente di Rockford di nome Lance White. Lo stesso Selleck accreditò Garner come proprio "mentore" per la serie Magnum P.I. e rimase molto legato all'attore.
La sigla del programma fu composta da Mike Post e Pete Carpenter, e negli Stati Uniti fu un tale successo da rimanere per varie settimane nella top 40.
Il fratello del protagonista, Jack Garner, appare 23 volte nella serie come comparsa, interpretando di volta in volta un poliziotto, un benzinaio e un estraneo in un bagno pubblico. L'attrice Susan Strasberg ha partecipato a due episodi: nel 1974 The countess e nel 1976 A Bad Deal in the Valley, conclusivo della seconda stagione del serial.
L'indirizzo di Jim è riferito anche come 29 Palm Road o 29 Cove Road o 2356 Pacific Coast Highway. Paradise Cove esiste nella realtà ed è una spiaggia privata a nord di Malibù, con tanto di cancello per regolare l'ingresso di macchine e pedoni. La roulotte di Rockford fu messa nel parcheggio del Sand Castle Restaurant, un vero e proprio ristorante economico sulla spiaggia al 28128 della Pacific Coast Highway. La prima casa a destra del ristorante è la casa di William Conrad, protagonista della serie TV Cannon e, successivamente, della serie TV Due come noi, del 1987.

## Episodi
| Stagione         | Episodi | Prima TV USA | Prima TV Italia |
| ---------------- | ------- | ------------ | --------------- |
| Prima stagione   | 23      | 1974-1975    | 1982            |
| Seconda stagione | 22      | 1975-1976    | 1983            |
| Terza stagione   | 22      | 1976-1977    | 1984            |
| Quarta stagione  | 22      | 1977-1978    | 1985            |
| Quinta stagione  | 22      | 1978-1979    | 1986            |
| Sesta stagione   | 12      | 1979-1980    | 1987            |

## Film TV
Tra il 1994 e il 1999 sono stati prodotti otto film TV (tra parentesi è indicata la data della prima TV negli Stati Uniti):
- The Rockford Files: I Still Love L.A. (27 novembre 1994)
- The Rockford Files: A Blessing in Disguise (14 maggio 1995)
- The Rockford Files: If the Frame Fits... (14 gennaio 1996)
- The Rockford Files: Godfather Knows Best (18 febbraio 1996)
- The Rockford Files: Friends and Foul Play (25 aprile 1996)
- The Rockford Files: Punishment and Crime (18 settembre 1996)
- The Rockford Files: Murder and Misdemeanors (21 novembre 1997)
- The Rockford Files: If It Bleeds... It Leads (20 aprile 1999)

## Riconoscimenti
- Emmy Award 1977: miglior attore protagonista in una serie drammatica per James Garner.
- Emmy Award 1979: miglior attore non protagonista per Stuart Margolin.
- Emmy Award 1980: miglior attore non protagonista per Stuart Margolin.